# Triphyophyllum peltatum
Triphyophyllum peltatum je jediný zástupce botanického rodu Triphyophyllum z čeledi Dioncophyllaceae. Patří mezi masožravé rostliny. Lapá hmyz podobně jako rosnatka na lepkavý sekret, který vylučují speciální žlázy. Ve volné přírodě se vyskytuje na malém území v Africe. Triphyophyllum tvoří během svého života tři typy listů. Jeden je masožravý, podobný listům rosnolistu, druhý nemasožravý, obyčejný a třetí s úponky, které pomáhají rostlině se pnout. Semínka této rostlina mají výrazné talířovité křídlo, podobně jako např. u javoru, rostlině pomáhá v šíření větrem. Květy jsou bílé, v hroznovitém květenství. Pěstování tohoto druhu v kulturních podmínkách je zatím velmi ojedinělé a bývá spíše výhradou vybavených botanických zahrad. Přesto se s ním ale mohli návštěvníci výstavy masožravek pořádané Darwinianou v roce 2012 a 2024 v Praze naživo setkat.